# Actinote tenebrosa
Actinote tenebrosa är en fjärilsart som beskrevs av William Chapman Hewitson 1868. Actinote tenebrosa ingår i släktet Actinote och familjen praktfjärilar. Inga underarter finns listade i Catalogue of Life.